# Amaq
L'Agència de Notícies Amaq (àrab: وكالة أعماق للأنباء, Wakāla Aʿmāq li-l-Anbāʾ, literalment ‘Agència dels Confins per a les Notícies'; anglès: Amaq News Agency) o, simplement, Amaq és l'agència de notícies i òrgan de propaganda d'Estat Islàmic.
L'agència Amaq va aparèixer l'agost del 2014, però no es va mostrar públicament fins a la batalla de Kobani, quan va difondre imatges dels combats contra els milicians kurds de l'YPG. Des d'aquest moment no ha deixat de publicar les diverses operacions militars i atemptats portats a terme pels gihadistes de l'EI.
Segons Wassim Nasr, periodista de France 24, «el seu funcionament és intentar incidir el màxim en fer venir bé la realitat als seus fins. Quan perden, rarament en parlen i no donen falses informacions per tal de preservar la credibilitat als ulls del seu públic».
La Matança de San Bernardino, el desembre de 2015 als Estats Units d'Amèrica, va ser el primer atemptat fora d'Iraq i de Síria explicat per Amaq. L'agència ha esdevingut el principal canal de difusió de les reivindicacions d'EI, i les seves informacions precedeixen generalment la publicació dels comunicats oficials.
Segons Madjid Zerrouky, periodista de Le Monde, «Amaq no és pas una agència de premsa en el sentit tradicional, tot i que fa tot el que pot per semblar-ho – el to d'explicació dels fets i en general sense excesos, amb una presentació cuidada i impulsats per la tecnologia amb elements com una aplicació Android, on difon comunicats en diverses llengües. Es tracta d'una eina de propaganda d'EI que, de vegades, és un precedent de la publicació d'un comunicat més llarg de l'organització».
En les seves comunicacions, l'Estat islàmic usa generalment del terme de «soldats del califat» per designar els combatents de la mateixa organització. Els autors d'atacs que reivindiquen les seves accions en nom d'EI, però sense pertànyer directament al grup gihadista, generalment són qualificats de «partidaris» o de «simpatitzants».